# ستيبان ديفيريتش
ستيبان ديفيريتش، من مواليد 20 أغسطس 1961، لاعب كرة قدم يوغسلافي سابق، ومدرب كرة قدم كرواتي.
لعب مع منتخب يوغسلافيا لكرة القدم.

## وصلات خارجية
- ستيبان ديفيريتش على موقع الاتحاد الدولي (مؤرشف)  (الإنجليزية)
- ستيبان ديفيريتش على موقع قاعدة بيانات كرة القدم.إي يو (الإنجليزية)
- ستيبان ديفيريتش على موقع ناشيونال فوتبول تيمز (الإنجليزية)
- ستيبان ديفيريتش على موقع عالم كرة القدم.نت (الإنجليزية)
- ستيبان ديفيريتش على موقع اللجنة الأولمبية الدولية (الإنجليزية)
- ستيبان ديفيريتش على موقع أوليمبيديا (الإنجليزية)